# نیشیکیو، کیوتو
نیشیکیو (به لاتین: Nishikyō-ku) یک منطقهٔ مسکونی در ژاپن است که در کیوتو واقع شده‌است. نیشیکیو ۵۹٫۲۴ کیلومتر مربع مساحت و ۱۵۰٬۹۶۲ نفر جمعیت دارد.